# Robert Patterson (enseignant)
Robert Patterson (20 mai 1743 - 22 juillet 1824) est un enseignant américain et directeur de la Monnaie des États-Unis.

## Biographie
Né dans une ferme près de Hillsborough, dans le comté de Down, en Irlande, le  20 mai 1743. Il émigre dans les colonies britanniques d'Amérique du Nord en 1768 et vit pendant un certain temps à Philadelphie.
En 1774, il devient directeur d'une académie à Wilmington, dans le Delaware. Patriote de la révolution américaine, il commence, après les batailles de Lexington et Concord, à instruire ses élèves dans le domaine militaire et sert d'adjudant dans une compagnie locale de la milice du Delaware. Lorsque les cours sont suspendus en raison de la guerre d'indépendance, il retourne à Greenwich Township, dans le comté de Cumberland, au New Jersey, où il a vécu auparavant, et reçoit à la hâte une formation suffisante pour servir comme chirurgien adjoint dans une compagnie de milice du New Jersey. Le service dans la milice n'est pas une activité à plein temps, mais il sert fréquemment sur le terrain pendant près de trois ans et est nommé major de brigade.
De 1779 à 1814, il est professeur de mathématiques à l'université de Pennsylvanie, étant également vice-provost de 1810 à 1813. En 1805, sans avoir été sollicité, le président Thomas Jefferson le nomme directeur de la Monnaie, poste qu'il occupe jusqu'à peu de temps avant sa mort en 1824. Toujours activement intéressé par l'American Philosophical Society, il en est élu membre en 1783 et en est le président de 1819 à sa mort. Il publie The Newtonian System (1808) et édite divers ouvrages sur les mathématiques et la physique. Son fils, Robert M. Patterson, suit ses traces, devient également directeur de la Monnaie.
En 1803, à la demande de Jefferson, Patterson enseigne à Meriwether Lewis le calcul de la latitude et de la longitude pour l'expédition Lewis et Clark à venir,.